# 國立高雄科技大學
國立高雄科技大學，簡稱高雄科大、高科大、高科 、NKUST，是一所位於臺灣高雄市的國立科技大學，由國立高雄海洋科技大學、國立高雄應用科技大學及國立高雄第一科技大學於2018年合併而成，為臺灣學生人數規模第二大的高等教育機構，僅次於國立臺灣大學。

## 沿革與校史

### 合併史
2013年1月3日教育部召開國立大學合併推動審議會決議，9月17日教育部同意第一科大與高海科大合併後以「國立高雄科技大學」為校名。高海科大於2013年11月辦理3場次全校性合併公聽會，20日投票結果61.15%贊成合併，21日召開臨時校務會議，25日提報教育部。二校於2014年1至5月召開3次合併規劃小組聯席會議。之後高應大加入評估三校合併之可能性。
2014年6月12日，三校皆分別召開校務會議，國立高雄第一科技大學以79.6%贊成通過整併案；國立高雄應用科技大學以90票贊成、30票反對，於予參與整併案；國立高雄海洋科技大學在校務會議中臨時將與高科大的合併案「合併程序是否繼續」排入議案，投票表決結果55:42，否決合併案，但此次投票為臨時加入，且否定該校於先前所舉辦兩次公投之決議，因此引發不小反彈聲浪。
2014年6月19日，海科大再次召開校務會議，會後決議暫緩執行與高科大之合併案。
2014年6月25日，國立高雄海洋科技大學再度召開校務會議，確認三校整併案，投票結果58票贊成、38票反對，同意合併。
2014年10月8日，教育部會同三校校長舉行會議，預定於2016年8月1日合併成「國立高雄科技大學」 。
2015年6月18日國立高雄應用科技大學校務會議否決《三校合併計畫書》，故依同年5月12日「104年度國立高雄應用科技大學等三校合併推動小組第一次會議」決議，改為推動國立高雄第一科技大學與國立高雄海洋科技大學二校合併。但教育部之整併審議會遭兩度取消，因此無法於原定時程（即2016年8月1日）成立新大學。
2017年4月，教育部函轉國立高雄應用科技大學校友會就該校重新考慮參與整併案之請求予高應大。6月16日教育部同意三校合併意願提送行政院，惟國立高雄應用科技大學認為與校務會議決議不符，要求暫緩提送。
2017年7月20日，行政院召開研商三校合併會議，會議結果原則支持合併，並預定2018年2月1日三校正式合併。合併後國立高雄科技大學學生人數將達2.8萬人，成為台灣規模最大科技大學。「國立高雄科技大學」三校啟動新任校長遴選，要求九月底前經由校務會議，各推派一名遴選委員代表，參與新任大學校長遴選會議。
奉行政院2017年12月8日院臺教字第1060040739號函核定，國立高雄第一科技大學、國立高雄海洋科技大學及國立高雄應用科技大學自2018年2月1日合併為「國立高雄科技大學」。
2018年1月2日，經過國立高雄科技大學合併研商會議後，教育部決定揭牌儀式由建工校區為主，其他校區則採視訊方式同步辦理揭牌。

### 合併後
2018年
- 2月1日，三校正式合併成立「國立高雄科技大學」，首任校長為楊慶煜博士。[24]
- 6月14日，啟用「國立高雄科技大學」新關防印信。
- 6月30日，新校徽6月徵集全校性意見、10月經校徽選薦小組會議決定公開全校票選、11月完成全校師生和校友票選選拔出爐，並於12月8日校慶當天揭曉公佈新校徽。
- 8月28日，教育部核定通過「國立高雄科技大學學則」與「國立高雄科技大學附設專科部學則」。

2019年
- 2月1日，依組織規程調整部份行政單位編制及運作，原三校的通識教育中心整合為「共同教育學院」。
- 4月15日，成立五校區（旗津、燕巢、楠梓、建工、第一）之綜合業務處，授權由各校區綜合業務處承辦。
- 5月21日，新設「金融系進修部四技」。
- 6月12日，校務會議通過「附設進修學院組織規程」。
- 6月22日，於高雄小巨蛋首度舉行畢業典禮，共有近7,500名畢業生。7月22日，新設「商業智慧學院博士班」，准予核定。
- 8月1日，新制組織規程生效共計10個學院47個系所。管理學院會計系與財金學院會計資訊系整併為「會計資訊系」，並改隸屬商業智慧學院；光電與通訊工程研究所與電機工程研究所光電組整併為「光電工程研究所」；電機工程研究所系統資訊與控制組與電機工程系整併為「電機工程系智慧自動化系統碩士班(含碩士在職專班)」。
- 10月25日，教育部同意於109年度設立(秋季班)「化工材料研發產業碩士專班」。

2020年
- 1月8日，原財金學院財務管理系改隸屬管理學院。
- 1月30日配合國家推動漁業公費生政策，109學年度漁業生產與管理系設立「漁業公費專班」，首次辦理漁管系公費專班招生。
- 3月26日，教育部同意於110學年度停招機電工程系先進製造科技日間碩士班及資訊財務日間碩士學位學程班。
- 5月12日，教育部同意於110學年度增設「高瞻科技不分系學士學位學程」。
- 5月14日，同意於110學年度「營建工程系碩士在職專班」改名為「營建工程系營建工程與管理碩士在職專班」、「應用英語系英語專業溝通與教學科技碩士班」與「應用語言學與英語教學碩士班」整併為「應用英語系應用語言學與英語教學碩士班」。
- 7月21日，教育部同意於110學年度「管理學院博士班」分組新增「管理組」、「財金組」；商業智慧學院產業高階經營管理博士班緩議。
- 8月10日，共同教育學院成立「師資培育中心」籌備處。

2021年
- 3月11日，建工校區北棟教學大樓被高雄市政府登錄歷史建築。
- 6月30日，教育部核定於111學年度增設：能源與冷凍空調工程系(日間部四技)、電訊工程系碩士在職專班。111學年度停招：行銷與流通管理系連鎖加盟管理碩士班(日間碩士班)、環境與安全衛生工程系消防與防災工程碩士在職專班。
- 8月1日，正式成立師資培育中心，開設高級中等學校教育學程。
- 9月1日，與海軍官校簽署合作備忘錄，二校合作分享學術、研究資源，跨校開課選課。[25]

2022年3月2日，原隸工學院之機械工程系、模具工程系、機電工程系、能源與冷凍空調工程系，新組「智慧機電學院」。
2023年，原隸工學院之工業設計系改隸人文社會學院；原隸人文社會學院之人力資源發展系，改隸管理學院；人文社會學院改名「創新設計學院」。
2024年7月31日，東方設計大學停辦後，校地與校舍由高雄科技大學接收，計劃將其轉型為「產學合作園區」，並成為高科大的第六個校區，因鄰近南部科學園區的路竹高雄園區、洲際工業區及捷運路線，未來將用於推動產學合作與人才進修。

## 歷任校長
| 任別 | 姓名   | 起迄時間           |
| ---- | ------ | ------------------ |
| 1    | 楊慶煜 | 2018年2月1日～迄今 |

## 學術排名
「美國新聞與世界報導」（U.S. News & World Report）公布高科大排名全球1747名。

## 校區
108學年度（2019年）起學院與系所整合，但仍維持於原有校區運作為主，未來將逐步配合學校規劃調整各學院於同一校區。

### 學術單位
現行學術單位如下：
表示各校區： 燕巢   第一   楠梓   建工   旗津 
| 工學院 第一 | 工學院工程科技博士班                                          | 環境與安全衛生工程系（學、碩、博） |
| 工學院 第一 | 營建工程系（學、碩） 營建工程與管理碩士在職專班               |                                    |
| 工學院 建工 | 土木工程系（五專、學、碩、博） 土木工程與防災科技碩士在職專班 | 化學工程與材料工程系（學、碩、博） |
| 工學院 建工 | 工業工程與管理系（學、碩、博）                                |                                    |

| 智慧機電學院 | 建工 機械工程系（學、碩、博） | 建工 模具工程系（五專、學、碩、博） 應用工程科學碩士班 |
| 智慧機電學院 | 第一 機電工程系（學、碩、博） | 燕巢 能源與冷凍空調工程系（學）                        |
| 智慧機電學院 | 燕巢 車輛工程系（學）         |                                                        |

| 電機與資訊學院 | 建工 電機工程系（學、碩、博） 第一 智慧自動化系統碩士班 | 建工 第一 電子工程系（學、碩、博） | 第一 電腦與通訊工程系（學、碩） |
| 電機與資訊學院 | 建工 資訊工程系（學、碩）                               | 建工 第一 光電工程研究所           | 楠梓 半導體工程系（學、碩）     |
| 電機與資訊學院 | 第一 智慧系統技優專班（學）                             |                                    |                                 |

| 海事學院 | 楠梓 旗津 海事學院海事科技產學合作博士班 | 楠梓 造船及海洋工程系（學、碩 ）      | 旗津 輪機工程系（五專、二技、學、碩） |
| 海事學院 | 旗津 海事資訊科技系（學、碩 ）           | 旗津 航運技術系（五專、二技、學、碩） | 旗津 海事風電工程碩士學位學程         |
| 海事學院 | 楠梓 電訊工程系（學、碩）                | 楠梓 智慧海事技優專班（學）           |                                       |

| 水圈學院 楠梓 | 水圈學院水產科技產業博士班 | 漁業科技與管理系（學、碩 、五專） | 水產食品科學系（學、碩 ） |
| 水圈學院 楠梓 | 水產養殖系（學、碩）       | 海洋生物技術系（學、碩）          | 海洋環境工程系（學、碩）  |

| 管理學院 第一 | 管理學院博士班                                          | 管理學院高階主管經營管理碩士在職專班(EMBA) | 國際管理碩士學位學程(IMBA)                   |
| 管理學院 第一 | 資訊管理系（學、碩、博） 電子商務碩士班                 | 行銷與流通管理系（學、碩）                 | 運籌管理系（學、碩） 商務經營管理碩士班(MBA) |
| 管理學院 第一 | 金融系（學、碩） 金融高階主管經營管理碩士在職專班(EMBA) | 財務管理系（學、碩）                       | 風險管理與保險系（學、碩）                   |
| 管理學院 第一 | 科技法律研究所（碩）                                    | 創業管理碩士學位學程                       |                                              |
| 管理學院 燕巢 | 企業管理系（學、碩） 高階經營管理碩士在職專班           | 國際企業系（學、碩、博）                   | 人力資源發展系（學、碩）                     |

| 商業智慧學院 燕巢 | 會計資訊系（學、碩）                   | 財政稅務系（學、碩） | 智慧商務系（學、碩） |
| 商業智慧學院 燕巢 | 觀光管理系 觀光與餐旅管理研究所（碩 ） | 金融資訊系（學、碩） |                      |

| 海洋商務學院 楠梓 | 航運管理系（學、碩、博） | 供應鏈管理系（學、碩 ） | 海洋休閒管理系（學、碩） |
| 海洋商務學院 楠梓 | 商務資訊應用系（學、碩） |                         |                          |

| 創新設計學院 | 燕巢 文化創意產業系（學、碩） | 第一 工業設計系（學、碩） | 設計技優專班 |

| 外語學院 第一 | 應用英語系 口筆譯碩士班 應用語言學與英語教學碩士班 | 應用日語系（學、碩） | 應用德語系（學、碩） |

| 共同教育學院 楠梓 | 博雅教育中心 | 基礎教育中心 | 外語教育中心 |
| 共同教育學院 楠梓 | 藝術文化中心 | 師資培育中心 |              |

| 跨院之學位學程 | 楠梓 高瞻科技不分系學士學位學程 |

## 外部連結
- 國立高雄科技大學 （页面存档备份，存于）
- 國立高雄科技大學的Facebook專頁
- YouTube上的國立高雄科技大學頻道